# Ian Jenkins (Politiker)
Ian Jenkins (* in Rothesay) ist ein schottischer Politiker und Mitglied der Liberal Democrats.
Jenkins war zwischen 1964 und 1970  als Lehrer an der Clydebank High School in Clydebank tätig und wechselte dann als Englischlehrer an die Peebles High School im südschottischen Peebles.

## Politischer Werdegang
In den 1970er Jahren trat Jenkins in die Liberal Party ein, die sich 1988 mit der Social Democratic Party zu den Liberal Democrats zusammenschloss. Bei den ersten Schottischen Parlamentswahlen im Jahre 1999 bewarb sich Jenkins um das Direktmandat des Wahlkreises Tweeddale, Ettrick and Lauderdale. Er erhielt mit deutlichem Vorsprung den größten Stimmenanteil und zog damit in das neugeschaffene Schottische Parlament ein. In dieser Zeit war er Parteisprecher der Liberaldemokraten für Bildungsfragen. Zu den Parlamentswahlen 2003 trat Jenkins nicht mehr an und schied zum Ende der Legislaturperiode aus dem Parlament aus.